# Joris Marveaux
Pour les articles homonymes, voir Marveaux.
Joris Marveaux est un footballeur français né le 15 août 1982 à Vannes.
Évoluant au poste de milieu de terrain, il commence sa carrière professionnelle au Football Club de Lorient en 2001. Après quatre ans dans le club breton et la montée en Ligue 1, il quitte la Bretagne pour un nouveau challenge en National avec le Clermont Foot Auvergne. Titulaire indiscutable, il contribue grandement à la remontée en Ligue 2 du club et se fait remarquer en 2008 par le Montpellier Hérault Sport Club avec qui il découvre la Ligue 1 en 2009.
Joris Marveaux possède à son palmarès un titre de champion de France obtenu en 2012 ainsi qu'un titre de champion de National obtenu en 2007. Il est également vice-champion de Ligue 2 en 2009 et a participé à la finale de la coupe de la Ligue 2011.

## Biographie
Il débute le football à l'UCK Vannes à l'âge de sept ans, puis rejoint ensuite l'AS Ménimur où il est repéré par les éducateurs du FC Nantes qui lui font signer à 15 ans un contrat d'aspirant avec les canaris.

### Ses débuts dans l'Ouest
En 2001, à la sortie du centre de formation, le FC Nantes ne lui offrant pas de contrat professionnel et il rejoint le Football Club de Lorient où il joue défenseur. Il débute dans le groupe professionnel lors de la 37e journée contre l'ES Wasquehal en entrant en jeu à la 89e minute.

### L'aventure auvergnate
En 2006, lassé du statut de remplaçant, il part pour le Clermont Foot Auvergne qui évolue alors en National, plutôt que de rester sur le banc des Merlus tout juste promus en Ligue 1. C'est à cette époque que sous les ordres du nouvel entraîneur clermontois, Didier Ollé-Nicolle, il se fixe définitivement au poste de milieu récupérateur-relayeur. Il explose dans ce rôle au Clermont Foot, qui finit champion de France de National et remonte en Ligue 2.

### Son arrivée dans l'Hérault
Repéré par Rolland Courbis, l'entraineur du Montpellier Hérault Sport Club, il est transféré dans le club languedocien pour signer un contrat de trois ans.
Il devient une pièce essentielle du milieu de terrain et inscrit un des deux buts contre le RC Strasbourg lors de l’ultime journée (2-1) de Ligue 2, qui permet au club de monter en Ligue 1 et de finir vice-champion de seconde division.
Il découvre la Ligue 1 en 2009 et occupe le flanc droit du milieu montpelliérain associé à Romain Pitau et à Alberto Costa. Il inscrit le but de la victoire contre l'Olympique lyonnais en décembre, puis un doublé contre le Stade rennais où évolue son frère Sylvain. Blessé, il assiste en tribunes à la fin de saison du club se concluant sur une cinquième place inattendue.
Véritable cadre du vestiaire montpelliérain malgré un temps de jeu variable au fil des saisons, il est plusieurs fois prolongé par le club jusqu'en 2013, 2015 puis 2017.

## Palmarès
Après avoir longtemps été sur le banc du FC Lorient, Joris décide de tenter l'aventure en National avec le Clermont Foot. Titulaire indiscutable dans la capitale auvergnate, il décroche le titre de champion de France de National en 2007 dès sa première saison au club.
Auteur d'un très bonne seconde saison, il est repéré par le Montpellier Hérault Sport Club avec qui il va connaitre également dès sa première saison la joie de la montée en Ligue 1 et le titre de vice-champion de Ligue 2.
Enfin, en 2011, il participe au parcours du Montpellier Hérault Sport Club en coupe de la Ligue, passant à deux doigts de la victoire face à l'Olympique de Marseille, puis le 20 mai 2012, il décroche le titre de champion de France avec le Montpellier Hérault SC.

## Carrière en sélection
En avril 2016, il fait partie d'une liste de 58 joueurs sélectionnables en équipe de Bretagne, dévoilée par Raymond Domenech qui en est le nouveau sélectionneur.
En mai 2019, Marveaux est retenu dans la liste préliminaire des 40 Martiniquais retenus en vue de la Gold Cup 2019.
Il marque le premier but de la sélection de Martinique lors de la Gold Cup 2019 en ouvrant le score contre Cuba. Il dispute le dernier match de sa carrière devant près de 60 000 spectateurs contre le Mexique le 24 juin 2019 mais il doit quitter le terrain à la 14e minute sur blessure.

## Statistiques
| Saison                | Club                  | Championnat           | Championnat | Championnat | Coupe nationale | Coupe nationale | Coupe de la Ligue | Coupe de la Ligue | Compétition(s) continentale(s) | Compétition(s) continentale(s) | Compétition(s) continentale(s) | Total | Total |
| Saison                | Club                  | Division              | M.          | B.          | M.              | B.              | M.                | B.                | Comp.                          | M.                             | B.                             | M.    | B.    |
| 2002-2003             | FC Lorient            | Ligue 2               | 1           | 0           | -               | -               | -                 | -                 | -                              | -                              | -                              | 1     | 0     |
| 2003-2004             | FC Lorient            | Ligue 2               | 8           | 0           | 2               | 0               | -                 | -                 | -                              | -                              | -                              | 10    | 0     |
| 2004-2005             | FC Lorient            | Ligue 2               | 5           | 0           | -               | -               | 1                 | 0                 | -                              | -                              | -                              | 6     | 0     |
| 2005-2006             | FC Lorient            | Ligue 2               | 22          | 1           | 3               | 0               | 2                 | 0                 | -                              | -                              | -                              | 27    | 1     |
| Sous-total            | Sous-total            | Sous-total            | 36          | 1           | 5               | 0               | 3                 | 0                 | -                              | -                              | -                              | 44    | 1     |
| 2006-2007             | Clermont Foot         | National              | 30          | 0           | 5               | 0               | 3                 | 0                 | -                              | -                              | -                              | 38    | 0     |
| 2007-2008             | Clermont Foot         | Ligue 2               | 36          | 1           | 1               | 0               | 2                 | 0                 | -                              | -                              | -                              | 39    | 1     |
| Sous-total            | Sous-total            | Sous-total            | 66          | 1           | 6               | 0               | 5                 | 0                 | -                              | -                              | -                              | 77    | 1     |
| 2008-2009             | Montpellier HSC       | Ligue 2               | 32          | 3           | 2               | 0               | 1                 | 0                 | -                              | -                              | -                              | 35    | 3     |
| 2009-2010             | Montpellier HSC       | Ligue 1               | 31          | 4           | -               | -               | -                 | -                 | -                              | -                              | -                              | 31    | 4     |
| 2010-2011             | Montpellier HSC       | Ligue 1               | 35          | 1           | 1               | 0               | 4                 | 0                 | C3                             | 2                              | 0                              | 42    | 1     |
| 2011-2012             | Montpellier HSC       | Ligue 1               | 29          | 1           | 2               | 0               | 1                 | 0                 | -                              | -                              | -                              | 32    | 1     |
| 2012-2013             | Montpellier HSC       | Ligue 1               | 7           | 0           | -               | -               | 1                 | 0                 | C1                             | 4                              | 0                              | 12    | 0     |
| 2013-2014             | Montpellier HSC       | Ligue 1               | 27          | 1           | 3               | 0               | -                 | -                 | -                              | -                              | -                              | 30    | 1     |
| 2014-2015             | Montpellier HSC       | Ligue 1               | 29          | 0           | 1               | 0               | -                 | -                 | -                              | -                              | -                              | 30    | 0     |
| 2015-2016             | Montpellier HSC       | Ligue 1               | 9           | 1           | -               | -               | -                 | -                 | -                              | -                              | -                              | 9     | 1     |
| 2016-2017             | Montpellier HSC       | Ligue 1               | 8           | 0           | 1               | 0               | 2                 | 0                 | -                              | -                              | -                              | 11    | 0     |
| Sous-total            | Sous-total            | Sous-total            | 207         | 11          | 10              | 0               | 9                 | 0                 | -                              | 6                              | 0                              | 232   | 11    |
| 2017-2018             | GFC Ajaccio           | Ligue 2               | 21          | 2           | 2               | 0               | 1                 | 0                 | -                              | -                              | -                              | 24    | 2     |
| 2018-2019             | GFC Ajaccio           | Ligue 2               | 16+2        | 1+0         | 2               | 0               | -                 | -                 | -                              | -                              | -                              | 20    | 1     |
| Sous-total            | Sous-total            | Sous-total            | 39          | 3           | 4               | 0               | 1                 | 0                 | -                              | -                              | -                              | 44    | 3     |
| Total sur la carrière | Total sur la carrière | Total sur la carrière | 348         | 16          | 25              | 0               | 18                | 0                 | -                              | 6                              | 0                              | 397   | 16    |